# 埼玉県道340号中新田入間川線

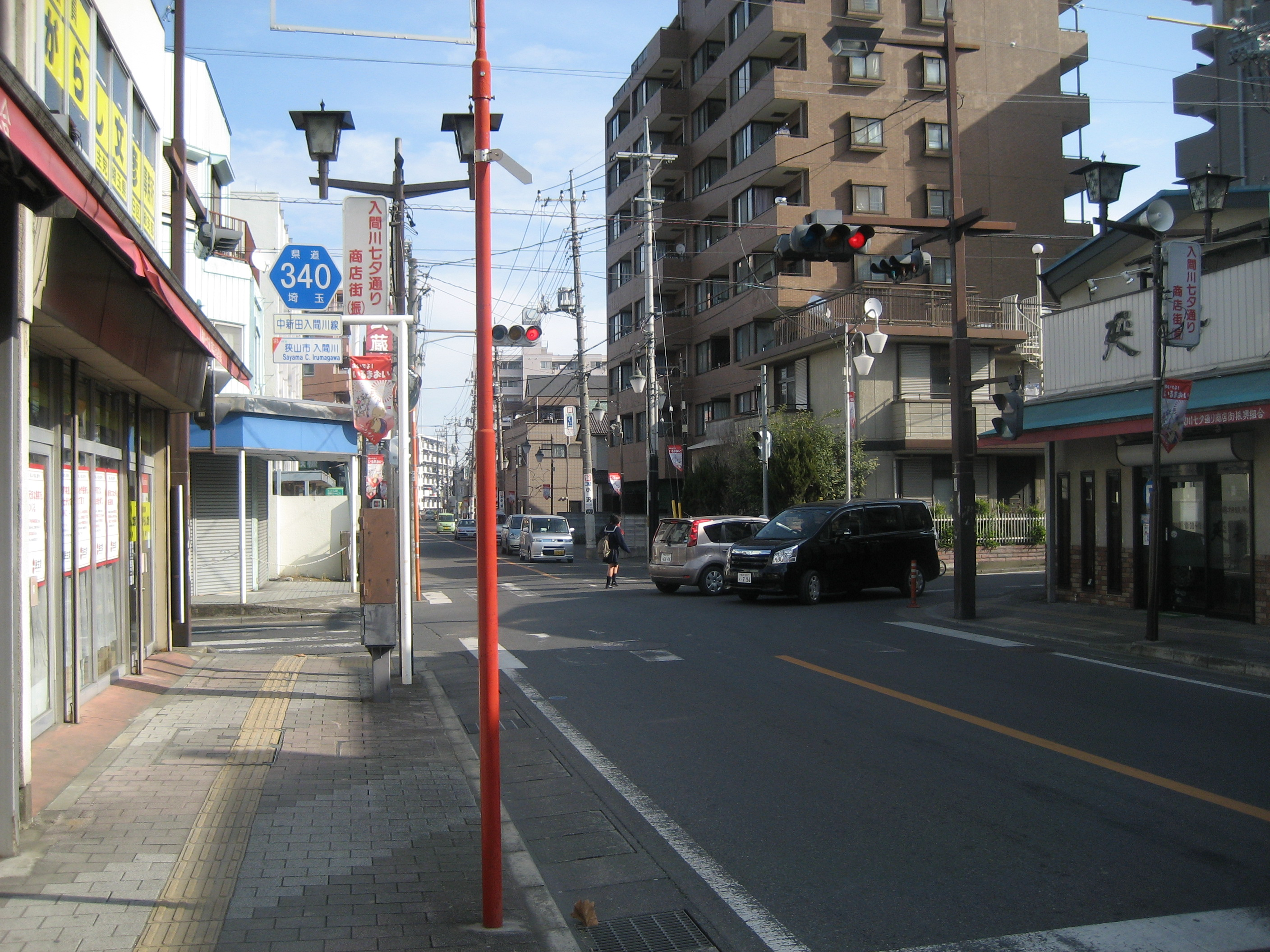
狭山市内

埼玉県道340号中新田入間川線（さいたまけんどう340ごう なかしんでんいるまがわせん）は、埼玉県狭山市中新田と入間川三丁目を結ぶ一般県道である。

## 概要
起点は埼玉県狭山市の中新田交差点。東三ツ木に入るとセンターラインがなく大型車の通行が規制される狭い道となる。田中交差点以降はセンターラインがあるが、制限速度は30km/hとなっている。埼玉県道50号所沢狭山線と交差する中之坂交差点が終点となる。
かつては、現在の埼玉県道126号所沢堀兼狭山線交点辺りから終点までの区間が国道16号に指定されていた。

## 路線データ
- 起点：埼玉県狭山市中新田、埼玉県道8号川越入間線交点（中新田）
- 終点：埼玉県狭山市入間川3丁目、埼玉県道50号所沢狭山線交点（入間川三丁目）

### 交差する道路と鉄道
| 交差する道路                | 交差点名 | 所在地 | 所在地      |
| --------------------------- | -------- | ------ | ----------- |
| 埼玉県道8号川越入間線       | 中新田   | 狭山市 | 中新田      |
| （草刈街道）                |          | 狭山市 | 青柳        |
| （狭山中央通り）            | 東三ツ木 | 狭山市 | 東三ツ木    |
| 埼玉県道126号所沢堀兼狭山線 | 田中     | 狭山市 | 沢          |
| 埼玉県道50号所沢狭山線      | 中之坂   | 狭山市 | 入間川3丁目 |

### 交差する鉄道
- 西武新宿線（狭山市沢）

### 沿線の主な施設
| 施設                 | 所在地 | 所在地      |
| -------------------- | ------ | ----------- |
| 所沢博愛病院         | 狭山市 | 青柳        |
| 新狭山駅             | 狭山市 | 新狭山      |
| 徳正寺               | 狭山市 | 東三ツ木    |
| 新狭山ゴルフセンター | 狭山市 | 東三ツ木    |
| 入間川東小学校       | 狭山市 | 入間川2丁目 |
| 狭山市社会福祉会館   | 狭山市 | 入間川2丁目 |
| 狭山入間川三郵便局   | 狭山市 | 入間川3丁目 |